# Dolina (Italija)
Dolina (talijanski: San Dorligo della Valle) je općina u Tršćanskoj pokrajini u Italiji. Prema talijanskim izvorima ovo je jedna od dvije talijanske općine na Istarskom poluotoku.
Prema podacima popisa stanovništva iz 1971. godine, slovenski je materinski jezik 70,5% stanovništva, dok talijanskim govori 29,5% stanovništva općine.

## Naselja
Naselja (frazioni) u općini Dolina su:
- Boljunec (Bagnoli della Rosandra)
- Botač (Bottazzo)
- Mačkolje (Caresana)
- Križpot (Crociata)
- Kroglje (Crogole)
- Domjo (Domio)
- Draga (Draga)
- Frankovec (Francovez)
- Gročana (Grozzana)
- Hrvati (Hervati)
- Lakotišče (Lacotisce)
- Log (Log)
- Krmenka (Mattonaia)
- Pesek (Pesek)
- Prebeneg (Prebeneg)
- Polje (Puglie di Domio)
- Boršt (San Antonio in Bosco)
- Ricmanje (San Giuseppe della Chiusa)
- Jezero (San Lorenzo)